# Muromachi-Zeit

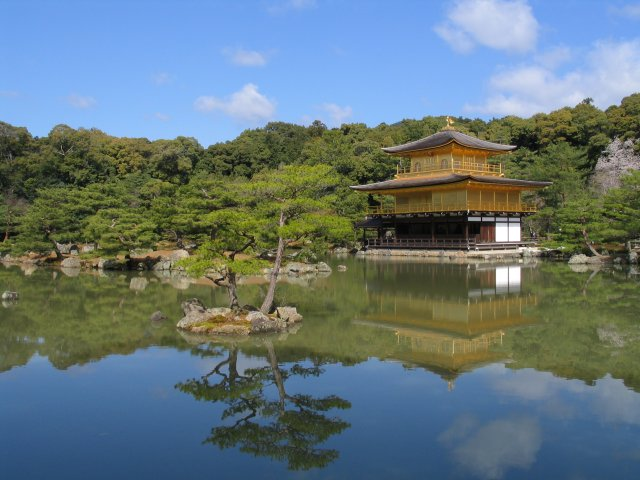
Kinkaku-ji

Die Muromachi-Zeit (jap. 室町時代, Muromachi jidai; etwa 1336–1573), auch als Ashikaga-Zeit bezeichnet, ist ein Zeitabschnitt in der japanischen Geschichte. Es ist die Zeit des Muromachi- beziehungsweise des Ashikaga-Shōgunats.  Die Muromachi-Zeit überschneidet sich mit der Zeit der streitenden Reiche ab 1477, einem fast 100 Jahre währenden Kriegszustand ohne zentrale Ordnung, an dessen Ende der letzte Ashikaga-Shōgun Ashikaga Yoshiaki 1573 abgesetzt wurde.
Benannt ist die Muromachi-Zeit nach dem Stadtteil Muromachi in Kyōto. Dieser war Regierungssitz der Ashikaga.

## Geschichte

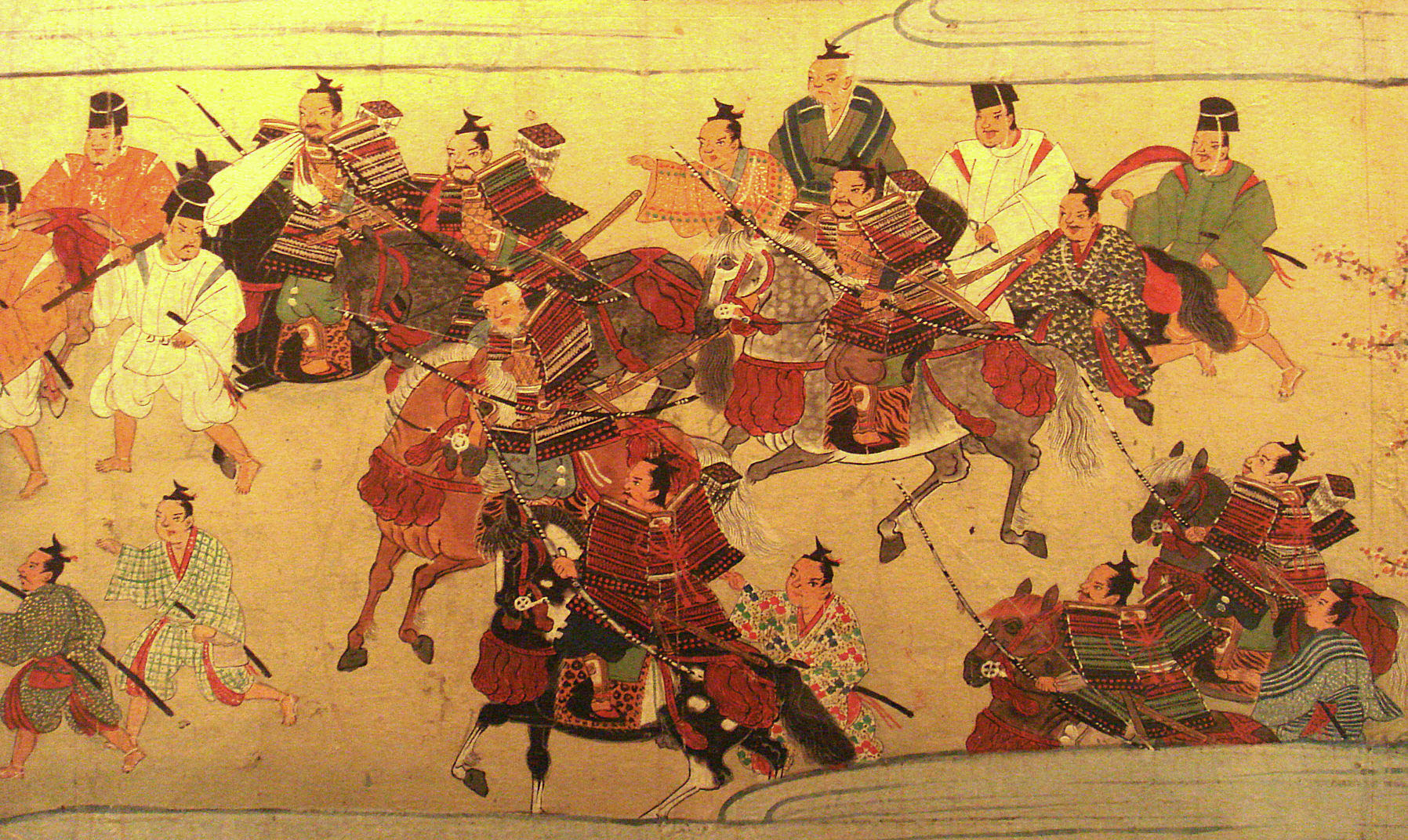
Muromachi-Samurai, 1538

Zu Beginn der Muromachi-Zeit war das von Minamoto no Yoritomo errichtete Shōgunat die zentrale Macht in Japan. Geführt wurde es zu dieser Zeit von der Familie Hōjō. Die Geschehnisse der Jahre 1333 bis 1336 führten zum Untergang der Kamakura-Shōgune (Kemmu-Restauration) und zur Herrschaft der Familie Ashikaga.
Der Zusammenbruch dieser staatlichen Ordnung wurde ausgelöst durch den Versuch des Kaisers Go-Daigo, an die Macht zurückzukehren. Go-Daigos erste Rebellion im Jahr 1331 war durch die Truppen des Shōguns niedergeschlagen, er selbst auf die Insel Oki verbannt worden. Aber sein Aufbegehren gegen das Shōgunat blieb nicht unbemerkt. Viele militärisch bedeutende Familien (allen voran die Ashikaga und die Nitta) strebten den Sturz des Kamakura-Bakufu an. Als Go-Daigo 1332 aus der Haft auf Oki freikam, waren diese Verbände bereit, ihn zu unterstützen.
1333 eroberte Ashikaga Takauji Kyōto, eine von Nitta Yoshisada angeführte Armee eroberte Kamakura und vernichtete die Familie der Hōjō. Nach diesen Erfolgen regierte Go-Daigo von 1334 bis 1336 in Kyōto. Im Zuge der Kemmu-Restauration versuchte er nun die Kaiserherrschaft wieder zu etablieren. In diesem Bestreben ernannte er seinen Sohn Morinaga zum Shōgun und belohnte Angehörige des Hofadels mit Titeln und Lehen. Die verbündeten Kriegerverbände erhielten eine Entschädigung, die ihnen jedoch unangemessen erschien.
Jetzt traten die Differenzen zwischen den Kriegsherren und dem Kaiser deutlich hervor. Eine wieder erstarkte Monarchie hätte Machtverluste für die mächtigen Familien bedeutet. 1336 vertrieb Ashikaga Takauji Go-Daigo aus Kyōto, setzte den Prinzen Toyohito als ihm genehmen Kaiser ein und vereitelte so die Restauration. Die Macht lag fortan in den Händen der Ashikaga.
Der Konflikt war aber noch nicht beendet. Go-Daigo und seine Anhänger verschanzten sich in der Yoshino bei Nara und hielten am Anspruch auf die Kaiserwürde fest. Dieser Konflikt, auch der Kampf zwischen Nord- und Südhof genannt, spaltete die kaiserliche Dynastie in zwei Linien. Erst im Jahr 1392 endete dieses Schisma mit der Aufgabe von Go-Daigos Nachfolger.
Das Ashikaga-Shōgunat verlegte den Regierungssitz von Kamakura nach Kyōto. Der Hofadel wurde erneut vom politischen Geschehen ausgeschlossen. Die Reste kaiserlicher Verwaltung gingen im militärischen Verwaltungssystem des Bakufu auf.
Anders als das Kamakura-Bakufu erreichten die Ashikaga aber keine vollständige Kontrolle mehr über das Land. In den unruhigen Zeiten der Kemmu-Restauration war viel Macht an die lokalen Herrscher abgeflossen. Die Ashikaga regierten eine Koalition mächtiger Vasallen von fragwürdiger Stabilität. Unter der Herrschaft von Ashikaga Yoshimitsu (1358–1408) gelangte das Ashikaga-Shōgunat zu seiner größten Macht. Yoshimitsu wurde von den Kaisern der chinesischen Ming-Dynastie anerkannt, er errichtete Prachtbauten und führte das Leben eines Monarchen. Die nachfolgenden Ashikaga-Shōgune büßten beständig Macht ein. Unter dem achten Ashikaga-Shōgun Yoshimasa (1443–1473) brach das politische System dann zusammen. Aufstände und eine Finanzmisere schwächten das Shōgunat. Die mächtigen Vasallenfamilien kämpften im Ōnin-Krieg (1467–1477) um die Macht. Der zehnjährige Konflikt hatte keine echten Sieger. Am Ende lag Kyōto ebenso wie die zentralstaatliche Ordnung in Trümmern. Japan trat in eine lange Zeit des Unfriedens ein, die Zeit der streitenden Reiche (Sengoku-jidai).

## Liste der Ashikaga-Shogune
1. Ashikaga Takauji, r. 1338–1358
2. Ashikaga Yoshiakira, r. 1359–1367
3. Ashikaga Yoshimitsu, r. 1368–1394
4. Ashikaga Yoshimochi, r. 1395–1423
5. Ashikaga Yoshikazu, r. 1423–1425
6. Ashikaga Yoshinori, r. 1429–1441
7. Ashikaga Yoshikatsu, r. 1442–1443
8. Ashikaga Yoshimasa, r. 1449–1473
9. Ashikaga Yoshihisa, r. 1474–1489
10. Ashikaga Yoshitane, r. 1490–1493, 1508–1521
11. Ashikaga Yoshizumi, r. 1494–1508
12. Ashikaga Yoshiharu, r. 1521–1546
13. Ashikaga Yoshiteru, r. 1546–1565
14. Ashikaga Yoshihide, r. 1568
15. Ashikaga Yoshiaki, r. 1568–1573